# Clementina Maude, viscontessa di Hawarden
Clementina Maude, viscontessa di Hawarden, nata Clementina Elphinstone Fleeming, conosciuta come Lady Clementina Hawarden (Cumbernauld, 1º giugno 1822 – Londra, 10 giugno 1865), è stata una fotografa britannica, fu una famosa fotografa ritrattista dell'età vittoriana.

## Biografia
Terza di cinque figli dell'ammiraglio Charles Elphinstone Fleeming (1774-1840) e di Doña Catalina Paulina Alesandro de Jiminez, crebbe in Scozia trasferendosi in Inghilterra nel 1842.
All'inizio degli anni '40 trascorse quasi due anni a Roma dove ebbe l'occasione di visitare le grandi collezioni d'arte. Al ritorno a Londra, nel 1845 sposò l'On. Cornwallis Maude (1817–1905). La coppia ebbe dieci figli, di cui otto raggiunsero l'età adulta.
La sua avventura fotografica iniziò però solo nel 1857, dopo che il marito ereditò il titolo di quarto visconte Hawarden a Dundrum e si trasferì con la famiglia in Irlanda. La sua prima macchina fotografica era stereoscopica e scattò paesaggi della tenuta, della casa e dei dintorni. Nel 1859 la famiglia tornò a Londra.
Morì di polmonite. Sul British Journal of Photography il fotografo Oscar Gustave Rejlander scrisse, commosso, che "mirava a una verità elegante e, se possibile, idealizzata". La fotografa Cindy Sherman nominò Lady Hawarden come uno dei suoi modelli.

## Stile ed eredità
Maude deve la sua fama ai ritratti che scattò nella sua casa londinese, usando il collodio umido di vari formati, alle sue figlie adolescenti con luce naturale o aiutandosi con degli specchi. I suoi "studi", come li chiamava, furono esposti nel 1863 e nel 1864 alla Royal Photographic Society, dove ottennero elogi e, nel 1864 anche una medaglia d'argento. Hawarden rifiutò di vendere le sue fotografie tranne nell'occasione di una festa di beneficenza nel 1864 per fondare una scuola d'arte femminile. In tale occasione, lei scattò foto in pubblico e tra i partecipanti si fece avanti un ammiratore dei suoi ritratti, Lewis Carroll, che le propose di ritrarre due bambini e acquistò le fotografie risultanti.
I suoi anni fotografici furono brevi ma prolifici. Produsse oltre 800 fotografie tra il 1857 e la sua morte improvvisa nel 1864. Lady Hawarden si concentrò principalmente sui suoi figli. Si ritiene che solo una fotografia la raffiguri, ma potrebbe anche essere un ritratto di sua sorella Anne Elizabeth Bontine.
Una collezione di 775 ritratti venne donata al Victoria and Albert Museum di Londra nel 1939 dalla nipote di Hawarden, Clementina Tottenham. Le fotografie risultano come se fossero state staccate o ritagliate da un album di famiglia. Ciò spiegherebbe il motivo degli angoli strappati o ritagliati che vengono altresì considerati un segno distintivo del lavoro di Hawarden.
Carol Mavor, nel suo volume Becoming: The Photographs of Clementina, Viscountess Hawarden afferma che "le foto di Hawarden sollevano importanti questioni di genere, sulla maternità e sulla sessualità, e su ciò che riguarda l'attaccamento intrinseco della fotografia alla perdita, alla duplicazione e alla replicazione, all'illusione e al feticismo".
I temi trattati dalle immagini di Lady Hawarden hanno continuato a suscitare dibattito soprattutto perché furono dimenticate a causa della sua morte precoce - e anche probabilmente anche dal fatto che le sue immagini rappresentavano un evento "privato" e non professionale - ma quando furono donate dalla nipote al Victoria and Albert Museum nel 1939 riemersero, con esse, una serie di domande che ancora non trovano risposta. Se da un lato sappiamo che il ruolo della "donna-casa" in epoca vittoriana terminava con le mura domestiche, dall'altro sono presenti tematiche, forse da Lady Hawarden volutamente messe in secondo piano, come quella dell’erotismo, del rapporto madre-figlia, del voyeurismo, dell’uso degli specchi, del doppio, innegabilmente presenti nella sua opera.
Nel saggio di Antonia Spinelli, partendo da una fotografia in cui una delle figlie di Maude sembra tenersi aggrappata ad una tenda ed il suo vestito pare fondersi con il tessuto della tenda stessa, passando per i diari di Charlotte Perkins Gilman in cui narra le sue depressioni post-partum, relegata in camera con l'ossessione della carta da parati, fino ad arrivare alle straordinarie immagini di Francesca Woodman, non così estranea in questo percorso femminile: cioè una sorta di simultaneo affermare e negare se stesse.

## Galleria d'immagini

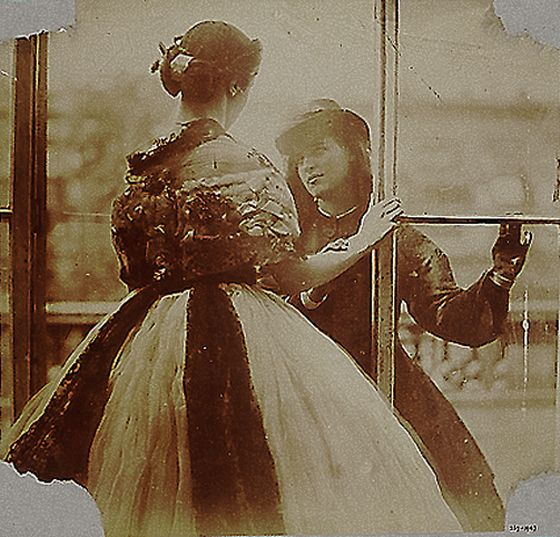
Senza titolo, anni '50
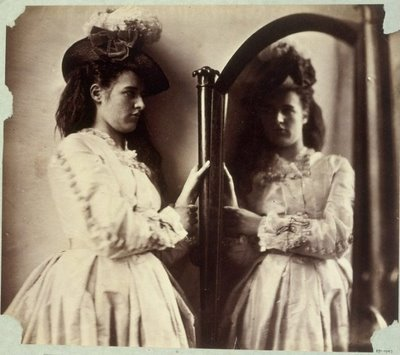
Senza titolo, anni '50
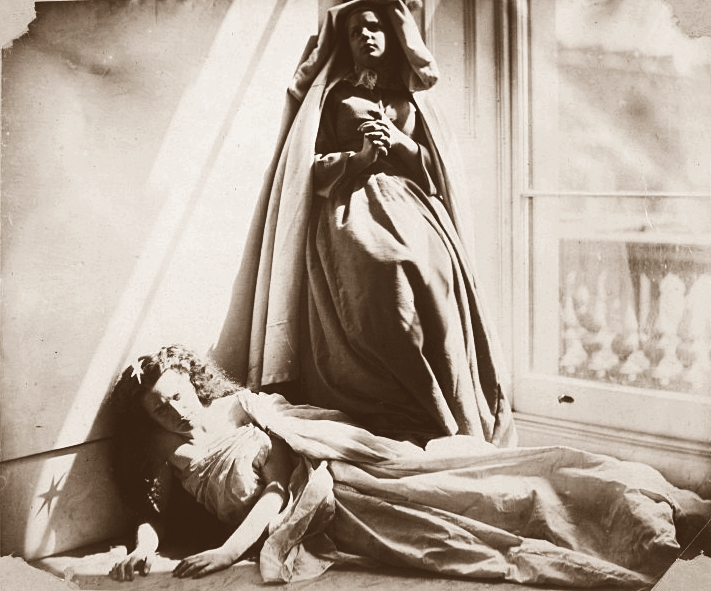
Senza titolo (cristianità e paganesimo), 1860 circa
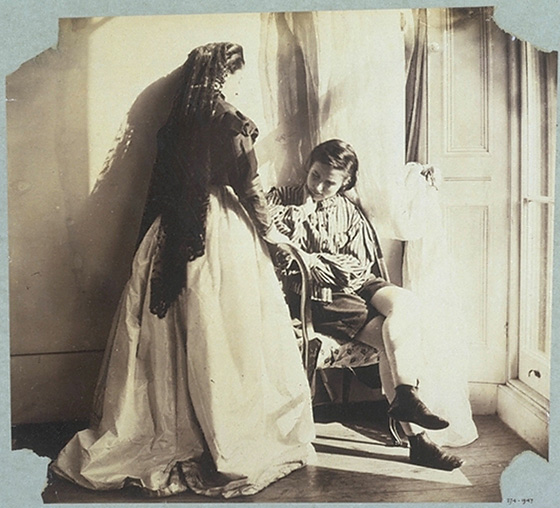
Clementina e Isabella, 1861
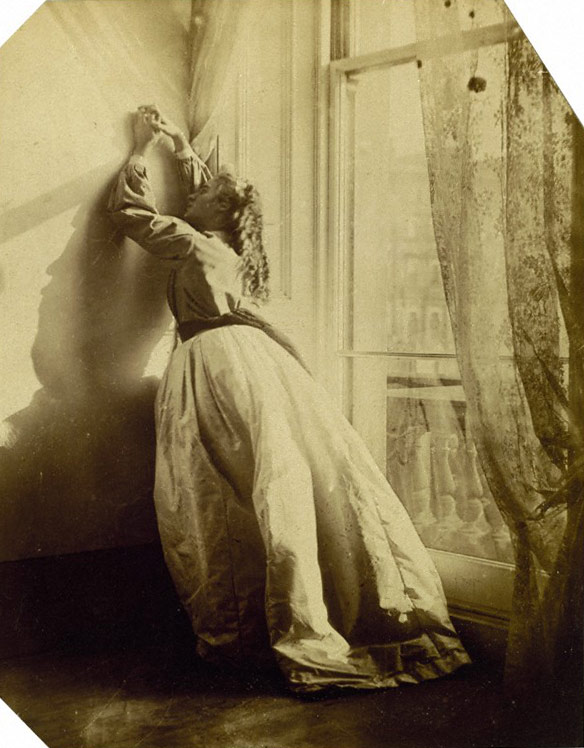
Clementina Maude, 1862-63
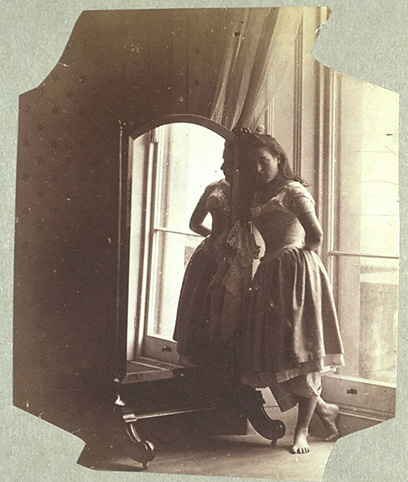
Specchio, 1862-63
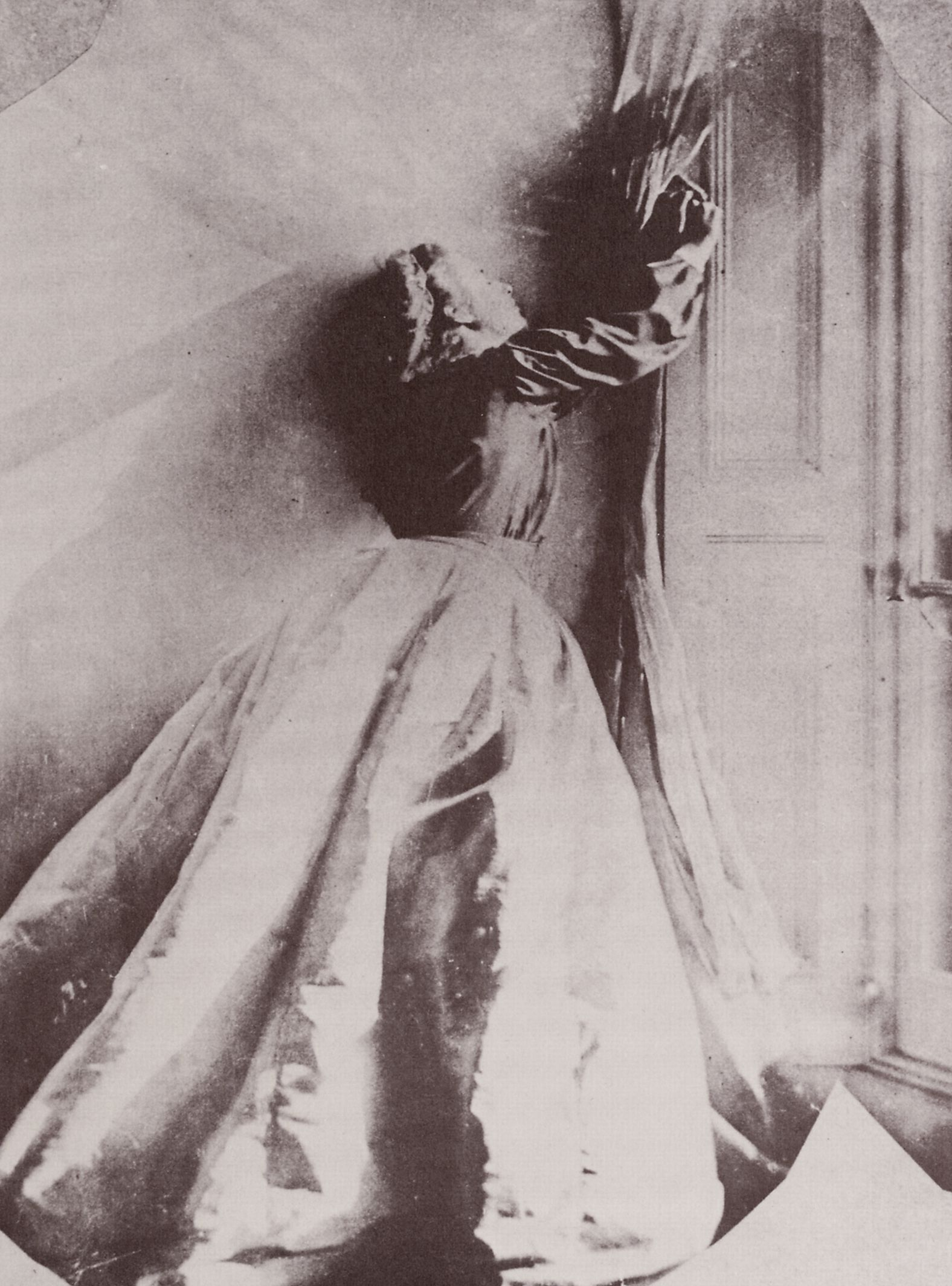
La figlia Clementine, data ignota
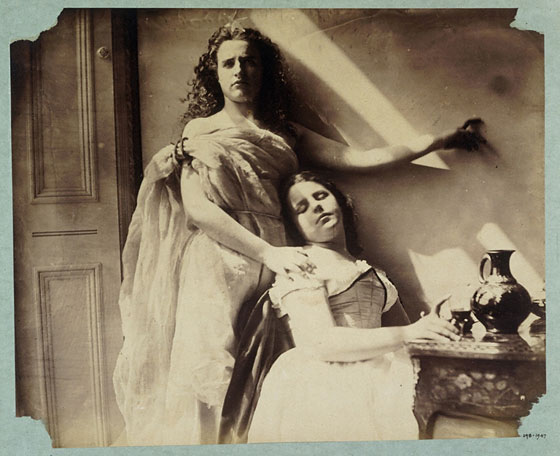
Flo, 1863
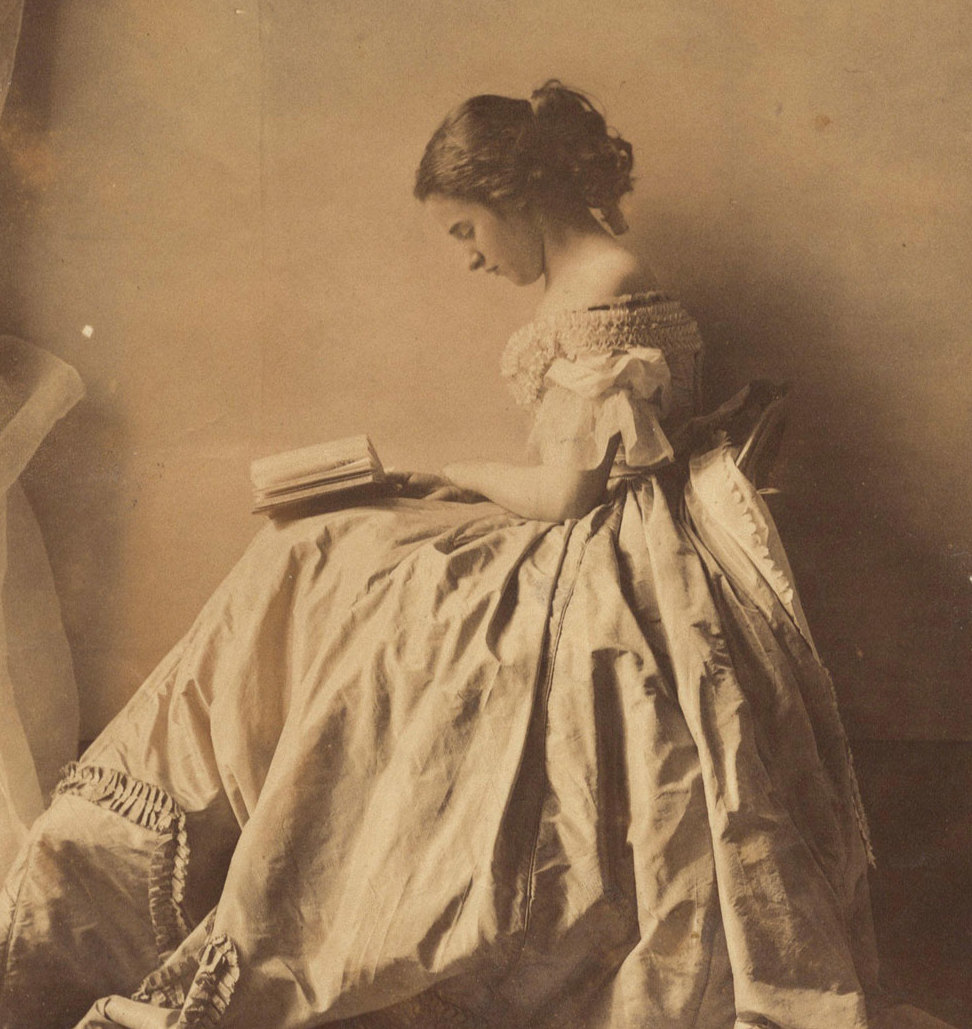
Studio, 1865